# Ativista dos direitos humanos
Defensor de direitos humanos ou ativista de direitos humanos é uma pessoa que, individualmente ou com outras, atua para promover ou proteger os direitos humanos. Podem ser jornalistas, ambientalistas, denunciantes, sindicalistas, advogados, professores, ativistas de habitação, participantes de ações diretas ou apenas indivíduos agindo sozinhos. Eles podem defender direitos como parte de seus trabalhos ou de forma voluntária. Como resultado de suas atividades, os defensores dos direitos humanos (DDHs) são frequentemente submetidos a represálias, incluindo difamações, vigilância, assédio, acusações falsas, detenção arbitrária, restrições ao direito à liberdade de associação, agressão física e até assassinato. Em 2020, pelo menos 331 defensores de direitos humanos foram assassinados em 25 países. A comunidade internacional e alguns governos nacionais tentaram responder a essa violência por meio de várias proteções, mas a violência contra os defensores de direitos humanos continua a aumentar. Mulheres defensoras de direitos humanos e defensoras de direitos humanos ambientais (que muitas vezes são indígenas) enfrentam maior repressão e riscos do que defensores de direitos humanos que trabalham em outras questões.
Em 1998, as Nações Unidas emitiram sua Declaração sobre Defensores de Direitos Humanos para legitimar o trabalho dos defensores de direitos humanos e estender a proteção para atividades de direitos humanos. Após esta Declaração, um número crescente de ativistas adotou o rótulo DDH; isso é especialmente verdadeiro para profissionais de direitos humanos.

## Definição
O termo defensor dos direitos humanos (DDH) tornou-se comumente usado na comunidade internacional de direitos humanos depois que a Assembleia Geral da ONU emitiu a Declaração sobre o Direito e Responsabilidade de Indivíduos, Grupos e Órgãos da Sociedade de Promover e Proteger os Direitos Humanos e Liberdades Fundamentais Universalmente Reconhecidos. A/RES/53/144, 1998), comumente conhecida como Declaração sobre Defensores de Direitos Humanos . Antes desta Declaração, ativista, trabalhador ou monitor eram termos mais comuns para pessoas que trabalhavam para defender os direitos humanos. A Declaração sobre Defensores de Direitos Humanos criou uma definição muito ampla de defensores de direitos humanos para incluir qualquer pessoa que promova ou defenda os direitos humanos. Essa definição ampla apresenta desafios e benefícios para as partes interessadas e doadores que buscam apoiar os programas de proteção aos DDHs, pois definições mais precisas excluem algumas categorias de DDHs, mas essa definição ampla também deixa muito espaço para interpretação e pode dificultar o estabelecimento do status de DDHs para alguns indivíduos em risco.
Em 2004, o Escritório do Alto Comissariado das Nações Unidas para os Direitos Humanos publicou a Ficha informativa 29 para definir e apoiar ainda mais os defensores dos direitos humanos. Este documento afirma que "nenhuma 'qualificação' é necessária para ser um defensor dos direitos humanos", mas que os padrões mínimos para os defensores de direitos humanos são a aceitação da universalidade dos direitos humanos e a ação não-violenta.
Alguns pesquisadores tentaram demarcar categorias de defensores de direitos humanos com o propósito de compreender melhor os padrões de riscos de DDH. Tal categorização pode discernir a atividade profissional versus não profissional, ou diferenciar com base nos direitos específicos que estão sendo defendidos, como os direitos das mulheres, ou direitos da terra indígena.

### Autoidentificação
A autoidentificação como defensor dos direitos humanos é mais comum entre os defensores profissionais dos direitos humanos que trabalham em instituições, governos ou ONGs estabelecidas. Indivíduos que trabalham fora desses sistemas comumente se autoidentificam como "ativistas", "líderes" ou por uma ampla gama de outros termos em vez de defensores de direitos humanos, mesmo quando sua atividade cai claramente dentro do escopo delineado pela Declaração das Nações Unidas sobre Direitos Humanos. Defensores de Direitos. O uso da identidade do DDH poderia beneficiar ativistas de direitos humanos ao legitimar seu trabalho e facilitar o acesso a medidas de proteção. O uso da identidade de defensores de direitos humanos também pode ser contraproducente ao direcionar a atenção para indivíduos específicos em vez de focar na natureza coletiva de seu trabalho, o que também pode ter o efeito de colocar em risco ainda mais esses indivíduos.

## Ameaças aos defensores dos direitos humanos
Os defensores dos direitos humanos (DDHs) enfrentam severa repressão e retaliação do governo e de atores privados, incluindo a polícia, militares, elites locais, forças de segurança privadas, grupos de direita e corporações multinacionais. Os abusos incluem ameaças, prisões e detenções arbitrárias, assédio, difamação, demissão de empregos, despejo, desaparecimento e assassinato. Os defensores de direitos humanos que trabalham com os direitos das mulheres (DDHMs) ou que desafiam as normas culturais de gênero correm riscos maiores em comparação com outros defensores de direitos humanos, assim como trabalhadores menos proeminentes em áreas remotas. Defensores de direitos humanos ambientais (DDHAs) que trabalham em direitos ambientais, direitos à terra e questões de direitos indígenas também enfrentam maiores ameaças do que outros defensores de direitos humanos; em 2020, 69% dos defensores de direitos humanos mortos em todo o mundo estavam trabalhando nessas questões.
Um relatório publicado pela Front Line Defenders em 2020 descobriu que pelo menos 331 defensores de direitos humanos foram assassinados naquele ano em 25 países. Embora os povos indígenas representem apenas cerca de 6% da população global, aproximadamente 1/3 desses defensores de direitos humanos assassinados eram indígenas. Em 2019, 304 defensores de direitos humanos foram assassinados em 31 países. A Global Witness informou que 1.922 DDHAs foram mortos em 52 países entre 2002 e 2019. 80% dessas mortes ocorreram na América Latina. Aproximadamente 1/3 dos DDHAs relatados mortos entre 2015 e 2019 eram indígenas. A documentação dessa violência é incompleta e, para cada morte, pode haver até cem casos de repressão severa, como detenção, despejo, difamação etc.
Uma pesquisa conduzida pelo Business and Human Rights Resource Center documentou um aumento de 34% em todo o mundo em ataques contra ativistas de direitos humanos em 2017. Os números incluíam 120 assassinatos suspeitos e centenas de incidentes que envolveram agressão, bullying e ameaças. Houve 388 ataques em 2017 em comparação com apenas 290 em 2016. O mesmo estudo identificou os defensores de direitos humanos ligados aos setores de agronegócio, mineração e energia renovável (DDHAs) como aqueles em maior perigo. Advogados e membros de grupos ambientalistas também estavam em risco.

## Declaração da ONU sobre Defensores de Direitos Humanos
A Declaração das Nações Unidas sobre o Direito e Responsabilidade dos Indivíduos, Grupos e Órgãos da Sociedade de Promover e Proteger os Direitos Humanos e as Liberdades Fundamentais Universalmente Reconhecidas (A/RES/53/144) de 9 de dezembro de 1998, comumente conhecida como Declaração sobre Defensores dos Direitos, é o primeiro instrumento da ONU a legitimar e definir os defensores dos direitos humanos, bem como o direito e a responsabilidade de todos de proteger os direitos humanos.
A Declaração não é juridicamente vinculativa, mas articula direitos estabelecidos por tratados de direitos humanos existentes e os aplica aos defensores de direitos humanos para legitimar seu trabalho e estender a proteção dos defensores de direitos humanos. De acordo com a Declaração, um defensor dos direitos humanos é qualquer pessoa que trabalhe para promover ou proteger os direitos humanos: seja profissionalmente ou não profissionalmente; sozinho ou como parte de um grupo ou instituição.
A Declaração articula os direitos existentes de uma forma que torna mais fácil aplicá-los aos defensores dos direitos humanos. Os direitos protegidos pela Declaração incluem, entre outros, o direito de desenvolver e discutir novas ideias de direitos humanos e defender sua aceitação; o direito de criticar órgãos e agências governamentais e apresentar propostas para melhorar seu funcionamento; o direito de prestar assistência jurídica ou outra assessoria e assistência em defesa dos direitos humanos; o direito de observar julgamentos justos; o direito de livre acesso e comunicação com organizações não governamentais e intergovernamentais; o direito de acesso a recursos para fins de proteção dos direitos humanos, inclusive o recebimento de recursos do exterior; e os direitos de livre expressão, associação e reunião.
A Declaração indica que os Estados têm a responsabilidade de implementar e respeitar as disposições da Declaração e enfatiza o dever do Estado de proteger os defensores de direitos humanos da violência, retaliação e intimidação como consequência de seu trabalho de direitos humanos. A Declaração também atribui a responsabilidade de proteger os direitos humanos no nível individual e especialmente aos indivíduos em profissões que podem afetar os direitos humanos, como policiais, juízes, etc.

## Defensores de direitos humanos ambientais
Defensores de direitos humanos ambientais, ou simplesmente defensores do meio ambiente, foram definidos pelo Programa das Nações Unidas para o Meio Ambiente como "defensores que realizam uma vasta gama de atividades relacionadas a direitos fundiários e ambientais, incluindo aqueles que trabalham em questões relacionadas a indústrias extrativas e projetos de construção e desenvolvimento". Eles também afirmam que os defensores do meio ambiente estão “defendendo os direitos ambientais, incluindo os direitos constitucionais a um meio ambiente limpo e saudável, quando o exercício desses direitos está sendo ameaçado, independentemente de se identificarem ou não como defensores dos direitos humanos. Muitos defensores do meio ambiente se envolvem em suas atividades por pura necessidade".
O uso do termo defensor do meio ambiente (ou defensor dos direitos humanos ambientais) por organizações de direitos humanos, mídia e academia é recente e está associado à Declaração da ONU sobre Defensores de Direitos Humanos. No entanto, a abordagem e o papel dos defensores do meio ambiente estão intimamente relacionados a conceitos anteriores desenvolvidos já na década de 1980, como justiça ambiental e ambientalismo dos pobres. Embora esses termos diferentes tenham origens diferentes, eles convergem em torno do restabelecimento de culturas baseadas na terra, reconstrução do lugar para pessoas marginalizadas e proteção da terra e meios de subsistência de atividades como extração de recursos, despejo de resíduos tóxicos e terra. apropriação. Desde a Declaração da ONU de 1998, o termo defensores do meio ambiente é cada vez mais usado por organizações e meios de comunicação globais para se referir a essa convergência de objetivos e análises.

## Instrumentos de proteção
Após a adoção da Declaração sobre Defensores de Direitos Humanos em 1998, várias iniciativas foram tomadas, tanto em nível internacional quanto regional, para aumentar a proteção dos defensores e contribuir para a implementação da Declaração. Nesse contexto, foram estabelecidos os seguintes mecanismos e diretrizes:
- O mandato do Relator Especial das Nações Unidas sobre Defensores de Direitos Humanos (2000)
- O mandato do Relator Especial da Comissão Africana dos Direitos Humanos e dos Povos sobre os defensores dos direitos humanos (2004)
- A Unidade de Defensores de Direitos Humanos da Comissão Interamericana de Direitos Humanos (2001)
- As Diretrizes da União Europeia sobre os defensores dos direitos humanos (2004)
- A Declaração do Comitê de Ministros sobre a ação do Conselho da Europa para melhorar a proteção dos defensores dos direitos humanos e promover suas atividades (2008)
- O mecanismo dos Defensores dos Direitos Humanos da União Europeia, implementado por organizações da sociedade civil, ProtectDefenders.eu (2015)

Em 2008, o Observatório para a Proteção dos Defensores dos Direitos Humanos, um programa conjunto da Federação Internacional dos Direitos Humanos (FIDH) e da Organização Mundial Contra a Tortura (OMCT), tomou a iniciativa de reunir todo o mandato institucional dos defensores dos direitos humanos. titulares (criados no âmbito das Nações Unidas, Comissão Africana dos Direitos Humanos e dos Povos, Comissão Interamericana dos Direitos Humanos, Conselho da Europa, Organização para a Segurança e Cooperação na Europa, União Europeia) para encontrar formas de melhorar a coordenação e complementaridades entre si e com as ONGs. Em 2010, foi criado um único site intermecanismos, reunindo todas as informações públicas relevantes sobre as atividades dos diferentes titulares de mandatos de proteção dos defensores dos direitos humanos. Visa aumentar a visibilidade da documentação produzida pelos mecanismos (comunicados de imprensa, estudos, relatórios, declarações), bem como de suas ações (visitas a países, eventos institucionais, ensaios observados).
Em 2016, o Serviço Internacional para os Direitos Humanos publicou a “Lei Nacional Modelo sobre o Reconhecimento e a Proteção dos Defensores dos Direitos Humanos”. Este documento fornece orientação oficial aos estados sobre como implementar a Declaração das Nações Unidas sobre Defensores de Direitos Humanos em nível nacional. Foi desenvolvido em colaboração com centenas de defensores e endossado pelos principais especialistas e juristas em direitos humanos.
Vários países introduziram legislação ou políticas nacionais para proteger os defensores dos direitos humanos, incluindo Colômbia, Brasil, México e Guatemala; no entanto, os principais desafios na implementação permanecem.

## Prêmios para defensores de direitos humanos
- O Prêmio das Nações Unidas no Campo dos Direitos Humanos em 1998.
- O Prêmio Martin Ennals, uma colaboração de várias ONGs de direitos humanos. Martin Ennals foi um renomado defensor dos direitos humanos e secretário-geral da Anistia Internacional . Seu secretariado está localizado no escritório da OMCT em Genebra.[19] O prêmio traz uma doação de pelo menos 20.000 francos suíços (cerca de 20.000 dólares americanos ) a serem usados para trabalhos futuros na área de direitos humanos.
- O Prêmio Robert F. Kennedy de Direitos Humanos, estabelecido em 1984.
- O Prémio Sakharov, instituído em 1988 pelo Parlamento Europeu . Os laureados incluem: Nelson Mandela, Malala Yousafzai, as Mães da Plaza de Mayo, Raif Badawi .
- A Tulipa dos Defensores dos Direitos Humanos, criada pelo governo da Holanda em 2008.
- Vários defensores dos direitos humanos receberam o Prêmio Nobel da Paz, como o ativista de direitos humanos chinês Liu Xiaobo, que ganhou o Prêmio Nobel da Paz de 2010 por sua "luta longa e não violenta pelos direitos humanos fundamentais na China ".
- O Prêmio Front Line Defenders for Human Rights Defenders at Risk, estabelecido em 2005 para 'honrar o trabalho de um defensor de direitos humanos que, através de um trabalho não violento, está corajosamente dando uma contribuição notável para a promoção e proteção dos direitos humanos de outros.'[20]
- O prêmio Ginetta Sagan para Mulheres Defensoras dos Direitos Humanos, estabelecido em 1997 "para ajudar as mulheres em todo o mundo em sua luta para superar a opressão, para que saibam que não estão sozinhas".[21] Os premiados incluem Hina Jilani, Sonia Pierre, Lydia Cacho, Julienne Lusenge.
- O Prêmio Internacional de Direitos Humanos de Nuremberg, instituído pela cidade de Nuremberg; o prêmio inaugural foi feito em 1995.
- O Prêmio Memorial Cao Shunli para Defensores dos Direitos Humanos, concedido pela primeira vez em 2015, em homenagem ao advogado e ativista chinês Cao Shunli . O prêmio é concedido pelos Defensores dos Direitos Humanos da China .

## Mapeamento eletrônico
O mapeamento eletrônico é uma ferramenta recém-desenvolvida usando redes eletrônicas e imagens e rastreamento de satélite . Exemplos incluem mapeamento tático, mapeamento de crise e mapeamento geográfico. O mapeamento tático tem sido usado principalmente no rastreamento de abusos de direitos humanos, fornecendo visualização do rastreamento e monitoramento da implementação.

## Exemplos de DRH
Em 2017, o advogado de direitos humanos Emil Kurbedinov, um tártaro da Crimeia, ganhou o Prêmio de 2017 para Defensores de Direitos Humanos da Linha de Frente em Risco. Kurbedinov tem sido um ávido defensor de militantes da sociedade civil, maltratados tártaros da Crimeia e membros da mídia. Ele documenta violações de direitos humanos durante buscas nas residências de ativistas, bem como respostas de emergência. Em janeiro de 2017, o Centro da Crimeia para Combater o Extremismo prendeu e deteve o advogado. Ele foi levado para uma instalação local do Serviço Federal de Segurança da Rússia para interrogatório. Um tribunal distrital decidiu que Kurbedinov era culpado de fazer propaganda para grupos e organizações terroristas. Ele foi condenado a 10 dias de prisão. 